# Abrek

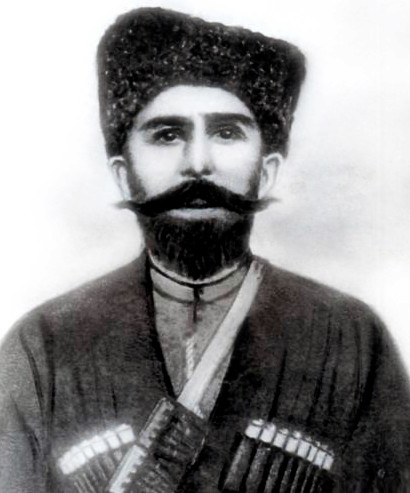
Zelimkhan Guixmazukàiev (1872-1913), un dels abrek llegendàris de Txetxènia

Abrek (en rus: Абре́к, en txetxè: Обарг) és el terme que s'ha utilitzat al nord del Caucas per referir-se a bandits o bandolers muntanyencs, que acostumen a portar una vida solitària, criminal i d'enfrontament a l'autoritat. Desde la Guerra del Caucas, la figura dels abrek forma part del folklore idealitzat dels muntanyencs que rebutgen el colonialisme rus a la regió. Abans, se'ls havia descrit com persones que abandonaven la família i tots els seus cercles socials, i eren temuts. Així, la connotació de la paraula pot ser diferent en les diferents llengües de la zona. Si bé s'ha utilitzat de manera més aviat pejorativa en rus com a sinònim de lladre, pels txetxens o inguixos el significat evoca més el caràcter venjador, i pels circassians i karatxais la valentia. L'origen lingüístic del terme seria irànic, i normalment se cita la paraula osseta abræg, popularment lladre, però que el lingüíststa Vassili Abàiev defineix com a "persona que és a l'exili degut a un crim". Abàiev diu que abræg provindria de l'antiga paraula aparak, més propera als conceptes de bandit i vagabund. La mitificació del nord del Caucas per part de la literatura russa, també va visibilitzar l'univers feréstec i lliure dels abrek en obres de Puixkin (El presoner del Caucas, Germans bandolers), Lérmontov (Un heroi del nostre temps) i Tolstoi (El presoner del Caucas, Els cosacs). Els últims abrek txetxens lluitaren contra els soviètics en insurreccions i actes de guerrilla des dels anys 20 fins al començament de la Segona Guerra Mundial. Es considera que Khassukha Magomàdov, abatut el 1976, fou l'últim abrek.